# Gmina Andrzejewo
Die Gmina Andrzejewo ist eine Landgemeinde im Powiat Ostrowski der Woiwodschaft Masowien in Polen. Ihr Sitz ist das gleichnamige Dorf mit etwa 950 Einwohnern.

## Gliederung
Zur Landgemeinde Gmina Andrzejewo gehören folgende 30 Ortschaften mit einem Schulzenamt:
Andrzejewo
Dąbrowa
Godlewo-Gorzejewo
Gołębie-Leśniewo
Janowo
Jasienica-Parcele
Kowalówka
Króle Duże
Króle Małe
Kuleszki-Nienałty
Łętownica-Parcele
Mianowo
Nowa Ruskołęka
Olszewo-Cechny
Ołdaki-Polonia
Pęchratka Mała
Pieńki-Sobótki
Pieńki Wielkie
Pieńki-Żaki
Przeździecko-Dworaki
Przeździecko-Grzymki
Przeździecko-Jachy
Przeździecko-Lenarty
Ruskołęka-Parcele
Stara Ruskołęka
Załuski-Lipniewo
Zaręby-Bolędy
Zaręby-Choromany
Zaręby-Warchoły
Żelazy-Brokowo
Weitere Orte der Gemeinde sind Grodzick-Ołdaki und Jabłonowo-Klacze.